# Catuna ctenops
Catuna ctenops är en spindelart som beskrevs av Cândido Firmino de Mello-Leitão 1940. Catuna ctenops ingår i släktet Catuna och familjen snabblöparspindlar. Inga underarter finns listade i Catalogue of Life.